# Élection gouvernorale de 2022 en Pennsylvanie
L'élection gouvernorale de 2022 en Pennsylvanie a lieu le 8 novembre 2022. 
Le gouverneur démocrate sortant Tom Wolf a été élu en 2014 et réélu en 2018. Il ne peut pas se représenter. 
Des élections primaires ont eu lieu le 17 mai. Le procureur général de la Pennsylvanie, Josh Shapiro remporte l'investiture démocrate tandis que le sénateur de l'État Doug Mastriano remporte l'investiture républicaine. Shapiro est largement favori, dans cet État pivot.
Shapiro est largement élu gouverneur de l'État.

## Résultats
| Candidats                | Candidats           | Partis              | Voix      | %    |
| ------------------------ | ------------------- | ------------------- | --------- | ---- |
|                          | Josh Shapiro        | Démocrate           | 3 003 572 | 56,3 |
|                          | Doug Mastriano      | Républicain         | 2 230 825 | 41,9 |
|                          | Matt Hackenburg     | Libertarien         | 51 276    | 1,0  |
|                          | Christina DiGuilio  | Indépendant         | 24 193    | 0,5  |
|                          | Joe Soloski         | Indépendant         | 20 383    | 0,4  |
|                          | Candidats par écrit | Candidats par écrit | 3 482     | 0,1  |
|                          |                     |                     |           |      |
| Votes valides            |                     |                     |           |      |
| Votes blancs et nuls     |                     |                     |           |      |
| Total                    |                     |                     |           |      |
| Abstention               |                     |                     |           |      |
| Inscrits / participation |                     |                     |           |      |